# Separierter Morphismus
In der algebraischen Geometrie, insbesondere der Theorie der Schemata, ist ein separierter Morphismus ein Morphismus {\displaystyle f\colon X\to Y} von Schemata, sodass der Diagonalmorphismus {\displaystyle \Delta _{X/Y}\colon X\to X\times _{Y}X} eine abgeschlossene Immersion ist. Separierte Morphismen sind das Analogon von Hausdorffräumen in der Theorie der Schemata über einem gegebenen Basisschema.

## Formale Definition
Ein Morphismus von Schemata {\displaystyle f\colon (X,{\mathcal {O}}_{X})\to (Y,{\mathcal {O}}_{Y})} heißt separiert, falls der Diagonalmorphismus {\displaystyle \Delta _{X/Y}\colon X\to X\times _{Y}X} eine abgeschlossene Immersion ist. Hier ist der Diagonalmorphismus {\displaystyle \Delta _{X/Y}} der durch die universelle Eigenschaft des Faserproduktes {\displaystyle X\times _{Y}X} induzierte Morphismus, wenn man diese auf das Paar {\displaystyle \mathrm {id} _{X},\mathrm {id} _{X}\colon X\to X} anwendet.
Der Diagonalmorphismus ist immer eine Immersion. Es ist also äquivalent zu fordern, dass die Diagonale abgeschlossenes Bild hat.

## Eigenschaften
- Die Komposition zweier separierter Morphismen von Schemata ist separiert.[4]
- Ist {\displaystyle f\colon X\to Y} ein separierter Morphismus von Schemata und {\displaystyle g\colon Z\to Y} ein beliebiger Morphismus, so ist der Basiswechsel {\displaystyle X\times _{Y}Z\to Z} separiert.[4]
- Ist {\displaystyle f\colon X\to Y} ein separierter Morphismus von Schemata und sind {\displaystyle U,V\subseteq X} affine offene Unterschemata, sodass {\displaystyle f(U)\cup f(V)} in einer affinen offenen Teilmenge von {\displaystyle Y} liegt, so ist {\displaystyle U\cap V} affin.[5]
- Ist {\displaystyle f\colon X\to Y} ein separierter Morphismus von Schemata, sodass {\displaystyle Y} separiert über {\displaystyle \operatorname {Spec} (\mathbb {Z} )} ist, und sind {\displaystyle U,V\subseteq X} affine offene Unterschemata, so ist {\displaystyle U\cap V} affin.[6]
- Jeder affine Morphismus ist separiert.[7]
- Jede Immersion ist separiert.[8]

## Beispiele
- Ist {\displaystyle B\to A} ein beliebiger Ringhomomorphismus, so ist der induzierte Homomorphismus affiner Schemata {\displaystyle X:=\operatorname {Spec} (A)\to Y:=\operatorname {Spec} (B)} separiert.[9]
- Der projektive Raum über einem beliebigen Basisschema ist separiert. Insbesondere ist jedes abgeschlossene Unterschema eines projektiven Raums separiert.
- Verklebt man die affine Gerade {\displaystyle \mathbb {A} ^{1}} mit sich selbst an der offenen Teilmenge {\displaystyle \mathbb {A} ^{1}\setminus \{0\}=\operatorname {Spec} (\mathbb {Z} [x,x^{-1}])}, so erhält man ein Schema, welches nicht separiert über {\displaystyle \operatorname {Spec} (\mathbb {Z} )} ist.